# Pema Wangchuk Gyalpo
Taï Sitou Rinpoché
Pema Kunzang Chogyal Péma Tönyö Nyinjé
Pema Wangchuk Gyalpo (1886-1952), (tibétain : པད་མ་དབང་མཆུག་རྒྱལ་པོ, Wylie : pad ma dbang mchug rgyal po) est le 11e Taï Sitou Rinpoché.
Il fut un disciple de Khakyab Dorje, le 15e Karmapa, qui l'avait identifié en tant que 11e Taï Sitou Rinpoché.
Tenga Rinpoché fut l'un de ses disciples.